# Волицька сільська громада (Львівська область)
Волицька сільська громада — колишня об'єднана територіальна громада в Україні, в Мостиському районі Львівської області. Адміністративний центр — село Волиця.
Площа громади — 30,1 км², населення — 2279 мешканців (2021).
Утворена 11 травня 2017 року шляхом об'єднання Мостиської Другої та Тщенецької сільських рад Мостиського району.
Волицька громада — одна з об'єднаних громад, центрами яких стали села, які до того не були центрами сільрад.
Ліквідована 12 червня 2020 року шляхом включення до Шегинівської громади.

## Населені пункти
До складу громади входили 3 села: Волиця, Мостиська Другі, Тщенець.